# Entwicklung der Stadt Münster
Die Stadt Münster gehört zum Typus der Mutterstadt in Westfalen. Als Sitz des Fürstbischofs des Hochstifts Münster und als späterer Vorort (neben Soest, Dortmund und Osnabrück) der Hanse in Westfalen war sie politisches und wirtschaftliches Zentrum des Oberstift Münster.
Wie in Minden, Paderborn und Osnabrück war auch in Münster, im damaligen Mimigernaford, die Bischofskirche auf einer sächsischen Burg errichtet worden. Der friesische Missionar Liudger war von Karl dem Großen mit der Missionierung der Sachsen beauftragt worden und Mimigernaford diente ihm als Ausgangsbasis. Erste Erwähnung Liudgers als Bischof von Münster findet sich im Werdener Cartular aus dem Jahre 805. Im Allgemeinen wird jedoch das Jahr 793 als Gründungsdatum für das monasterium angenommen. Um das Monasterium herum siedelten sich die Ministerialen und Handwerker an. Siedlungsetappen waren die Domburg, die Entwicklung eines Marktes im 9. Jahrhundert, das suburbium Überwasser Liebfrauen nach Weichbildrecht nach 1040 und eine neue Marktsiedlung nach 1121 im Westen der Domburg.

## Marktsiedlung
Seit dem 10. Jahrhundert lassen sich erste Spuren von Handwerkerleben innerhalb der Domburg finden, die jedoch vermutlich nur für den Bedarf der Domburg arbeiteten. Um die Domburg herum entwickelte sich im 10. Jahrhundert vor allem im Norden und Nordosten der Burg erste Marktsiedlungen: „Den ältesten sicheren Hinweis darauf, schreibt Manfred Balzer in der Geschichte der Stadt Münster 1993, stellt ein vermutlich in Schweden gefundener münsterischer Pfennig dar, denn Markt und Münzrecht, das zeigen die Privilegien, gehören eng zusammen. Es ist ein Pfennig aus der Königszeit Ottos III. mit dem Ortsnamen auf der Vorderseite: MIMIGER + NEFORDA.“ Die Münze bezeugt zum einen ein bestehendes Münzrecht seit dem 10. Jahrhundert, das mit einem Markt einhergehen musste, zum anderen verweist es auf die bereits früh bestehende Einbindung in den Fernhandel nach Skandinavien und in den Ostseeraum. Das Münzhaus befand sich an der Nordspitze des Drubbels, an der Kreuzung von zwei wichtigen Fernstraßen, eine in Ost-West-Richtung nach Holland gehend, die zweite in Nord-Süd-Richtung, die rheinischen Städte mit dem Norden, mit Friesland, Bremen und später Lübeck verbindend. An dieser Kreuzung entwickelte sich der erste Markt.
Der Bischof förderte die Marktsiedlung und wurde der größer werdenden Gemeinde gerecht, indem er eine Marktkirche neben der Fernstraßenkreuzung gründete, die Lambertikirche als ecclesia forensis. Vermutlich um 1040, zur selben Zeit wie die Stiftskirchengründung Überwasserkirche auf der westlichen Seite der Domburg, gründete Bischof Hermann I. (1032–42) die Kirche mit dem Patrozinium des ersten Bischofs von Lüttich, dem Heiligen Lambertus. Für die Gründung im Jahr 1040 spricht die nachgewiesene Anwesenheit des Bischofs Nithard von Lüttich zur Weihe der Überwasserkirche, der auch bei der Beschaffung von Reliquien des Heiligen Lambertus behilflich sein konnte. Die Auswahl des Heiligen Lambertus als Patron der Marktkirche verdeutlicht die Orientierung Münsters und vor allem des bereits bestehenden Marktes nach Westen, nach Flandern und Holland, Lüttich und zur Maasregion hin. Auffallend ist, dass die erste Kirche Coesfelds, das Handel mit Holländern trieb, ebenfalls dem Heiligen Lambertus geweiht war. Mit Markt, Marktkirche, Marktsiedlung und Münze bildete sich im Laufe des 10. und 11. Jahrhunderts ein zweiter Kern aus, der sich bis zum 12. Jahrhundert mit der Domburg zu einer Dualstadt weiterentwickeln sollte.
Die erhöhte Bautätigkeit im 11. Jahrhundert mit dem Überwasserstift, Umbau der Domburg und Bau der Lambertikirche bedeutete ein „Aufblühen der Bauwirtschaft“ und eine wirtschaftliche Weiterentwicklung der Siedlung. Hatten bis 1121, als Münster durch Lothar von Süpplingenburg belagert wurde und komplett niederbrannte, in der Domburg noch Handwerker gelebt, änderte sich dies nach dem Wiederaufbau des Doms und der Domburg: Alle Handwerker wurden in die Marktsiedlung außerhalb der Burg umgesiedelt, was die Dualität der werdenden Stadt noch akzentuierte.
Die ersten beiden Märkte, der Roggenmarkt und der Alte Fischmarkt, wurden im Laufe des 12. Jahrhunderts durch Planung des Bischofs um den Prinzipalmarkt im Osten der Burg erweitert. Gleichzeitig befanden sich erste Kaufmannshäuser, d. h. Häuser ohne handwerklichen Bezug, an der Marktstraße. Die Häuser der an der Lambertikirche gelegenen Stiftsherrengasse waren ein erstes Beispiel dafür. Die Süderweiterung der Märkte, der Prinzipalmarkt, ist vermutlich von Bischof Burchard geplant worden. Die Errichtung der Michaeliskapelle und des Michaelistors an der Ostseite der Domburg als direkter Zugang zum neuen Markt auf der Rheinischen Straße lassen diese Vermutung zu. Neben dem eher gewachsenen Roggen- und Fischmarkt wurde hier planerisch vom Stadtherrn eingegriffen, um die wirtschaftliche Entwicklung zu fördern. Zu diesem planmäßigen Ausbau des Marktes gehörten unter anderem auch die Ansiedlung von Juden mit einer eigenen Immunität hinter dem späteren Rathaus und dem Stadtweinhaus gegenüber der Michaeliskapelle. Im 12. Jahrhundert expandiert die Marktsiedlung im Zuge eines allgemeinen Bevölkerungswachstums in Westeuropa und der Bebauung des Randes des Befestigungsgrabens auf der zum Roggen- bzw. Prinzipalmarkt geneigten Seite. Dies war ein wichtiger Schritt zum weiteren Ansiedeln von Handwerkern und Kaufleuten, der in einer Urkunde Bischofs Ludwigs aus dem Jahr 1169 eine erste Erwähnung findet. In dieser Urkunde wurde erstmals die urbs der Domburg mit einem eigenen iure emunitatis von der civitas Monasteriensis unterschieden. Die Domherren lebten in einem anderen Rechtsverhältnis als die cives der Stadt Münster zu ihrem Stadtherren.
Anzeichen einer Siedlungsverdichtung im 12. Jahrhundert waren die Gründungen von neun neuen Pfarreien samt Friedhöfen. In einer Urkunde des Jahres 1189 erklärte Hermann II. die Neugründung mit der dann besser zu leistenden Seelsorge für die tante plebis, die der bisherige Stadtpfarrer von St. Lamberti nicht mehr angemessen zu leisten vermochte. Die neuen Pfarrkirchen veränderten auch das Leben innerhalb der Stadt, denn sie banden die Bürger (und auch die Bruderschaften und Zünfte) an die neuen Pfarreien und einigten sie über die bestehenden ständischen Unterschiede hinweg. Die pfarrkirchliche Organisation strukturierte das städtische Leben z. B. durch die Leischaftsverfassung neu. Die Neugründungen führten aber auch wiederum zu einem neuen Bauboom, der wiederum das wirtschaftliche Leben förderte und neue Handwerker und Händler in die Stadt kommen ließ. So waren neben den seelsorgerischen Aspekten auch die wirtschaftlichen Folgen der neuen Pfarreien für die Stadt von Vorteil. Selbst nachdem 1197 ein Brand fast die gesamte Stadt und ihre Kirchen vernichtet hatte, wurde Münster in seiner wirtschaftlichen und städtischen Dynamik nicht gestört, sondern überwand diesen Rückschlag in kurzer Zeit mit einem kompletten Neubau des Doms, der Häuser und der Kirchen und damit wieder einhergehend einem Zuwachs an handwerklicher und gewerblicher Aktivität.

## Stadtmauer
Geschützt wurde die Stadt durch eine äußere Stadtmauer, die vermutlich aus der Mitte des 12. Jahrhunderts stammte. In der bereits erwähnten Urkunde Bischofs Ludwigs aus dem Jahr 1169 ist von der „inneren Burg“, der Domburg die Rede. Dies impliziert das Bestehen einer äußeren Burg. Erstmals erwähnt wurde sie in einem Bericht über die Auseinandersetzungen der ministeriales et cives Monasterienses um die Nachfolge des Bischofs Herman II. 1203. Die Stadtmauer umfasste nicht nur die Domburg und den Bispinghof, sondern auch die Marktstraßen östlich der Domburg und das Suburbium Überwasser auf der linken Seite der Aa. Sie umschloss ein Gebiet von etwa 103 ha und öffnete sich an zehn Toren. Mit 103 ha war Münster die flächenmäßig größte Stadt Westfalens, gefolgt von der damals bedeutendsten Stadt Soest (101 ha), Dortmund (81 ha), Paderborn (66 ha) und Minden (50 ha). Osnabrück reichte erst in der zweiten Hälfte des 13. Jahrhunderts mit der Neustadtgründung in der Größenordnung von 102 ha an Münster heran.

## Stadtrecht
Als abgeschlossen kann man somit die Stadtwerdung Münsters im 12. Jahrhundert sehen: Vorhanden waren ein eigenes Stadtgebiet mit einer Stadtbefestigung und einem Stadtrecht. Die Bezeichnung als civitas taucht zum ersten Mal bereits 1022/32, danach 1137 und 1173 auf, im 13. Jahrhundert nannte Münster sich selbst durchgängig so.
Da uns keine Stadtrechtsverleihung überliefert ist, ist davon auszugehen, dass sich bestimmte Rechte angesammelt haben: Teile aus „überregionalem Kaufmannsrecht, regionalem Landrecht und städtischem Willkürrecht“ wuchsen mit der Zeit zu einem eigenständigen Stadtrecht zusammen. Aus anderen Quellen müssen Rückschlüsse auf das Stadtrecht Münsters gezogen werden. Dafür bieten sich z. B. die Privilegierung der villa Coesfeld durch Bischof Hermann II. 1197 mit „iustitia et libertas“ wie sie die Münsteraner Bürger besaßen und die Verleihung des Weichbildrechts an die villa Bocholt 1201, wobei dem zuständigen Grafen für das Herausfallen der Ortschaft Bocholt aus seiner Gerichtsbarkeit eine neue vom Bischof zugesprochen wurde, ein iudicium civile wie es auch andere bischöfliche Städte („Münster, Coesfeld und andere“) hatten. Bocholt erhielt das ius civile quod vulgo wicbelethe dicitur, das Weichbildrecht.
Wichtigste Quelle für das frühe Münsteraner Stadtrecht ist die Stadtrechtsverleihung an Bielefeld 1204 (siehe Bielefelder Urkundenbuch, Nr. 4), welches das Münsteraner Recht erhielt und das als Insert in eine Privilegienbestätigung Otto IV. an Bielefeld 1326 eingefügt wurde. Gekennzeichnet war das Stadtrecht Münsters u. a. durch das Auftreten einer Schöffenverfassung anstatt einer Ratsverfassung, wie sie in den beiden anderen westfälischen Rechtsfamilien in Dortmund und Soest üblich war. Die lex municipalis, die in der Bielefelder Wiedergabe über 60 Artikel enthielt, erwähnte unter anderem eine bestehende Bürgerschaft concivium samt Schöffen. Teile des Rechts beschäftigten sich mit den sogenannten enlope lude. Diese waren Hörige, die keine Hufe erhalten hatten und sich deswegen in der Stadt niederließen, aber dann einen Kopfzins zahlen mussten. Waren sie erst einmal in die Bürgerschaft aufgenommen worden, waren sie frei von Kopfzinszahlungen. In zwei Artikeln wurden fremde Kaufleute (hospes) in Bezug auf Schulden und Verpfändung erwähnt, was auf den bereits vorhandenen Fernhandel der Stadt Münster schließen lässt. Die Bedeutung von Markt und Handel lässt sich ebenfalls an zwei Artikeln ablesen, die u. a. es den Bürgern verboten, an Markttagen jemanden vor Gericht zu bestellen. Markttage waren zentrale Ereignisse, auf die man seine volle Kraft richten sollte.
Die Schöffen waren Urteiler im Stadtgericht und führten das Siegel der Stadt. Aus der o. g. Coesfelder Urkunde lässt sich schließen, dass das Schöffenkollegium eine juristische Vorform eines Rates der Stadt war, der die Geschicke der Stadt leitete, das aber in größerer Abhängigkeit vom Stadtherren stand. Auf Bitten der Bevölkerung Coesfelds hatte der Stadtherr, der Abt des Klosters Varlar, Schöffen die Lenkung der entstehenden Stadt übertragen (regimen ipsius oppidi). Das Stadtrecht sah weiterhin eine Vollversammlung (colloquium) aller Bürger vor, deren Kompetenzen jedoch keine Erwähnung fanden. Entstanden ist das Stadtrecht mit Sicherheit vor 1157, als in einer Regelung zwischen dem Bischof Friedrich II. von Are und dem Grafen Heinrich von Tecklenburg, der im Hochstift noch die Vogtei innehatte (bis 1173), über die Vogtei in civitate Monasteriensi. Innerhalb der civitas galt also offensichtlich ein von der übrigen Vogtei losgelöstes Recht. Entwickelt hat es sich vermutlich aus einem älteren ius forense, das die Bürger durch ein heute nicht erhaltenes kaiserliches Privileg erhalten hatten. Zumindest beriefen sich die Bürger in einem Streit mit dem Domkapitel 1169 auf ihr Marktrecht, das der Bischof aus „Respekt vor der kaiserlichen Autorität“ nicht einschränken wollte. Am Ende des 12. Jahrhunderts war Münster mit dem eigenen Stadtrecht, den Organen des Schöffenkollegiums und der Vollversammlung und mit dem Führen eines Siegels „eine Stadt im Vollsinn“. Mitglieder des Schöffenkollegiums und später des Stadtrates waren nur Angehörige der Familien, die später vom Volksmund Erbmänner genannt wurden. Die oben beschriebene Entwicklung wurde im Wesentlichen von diesen Familien mitgestaltet und betrieben. Was eine Familie qualifizierte, zu den Erbmännern zu gehören, ist ungeklärt. Sicher ist jedoch, dass ein großer Teil der bekannteren Erbmännerfamilien aus der Ministerialität des Bischofs stammte und sich darin von den anderen Einwohnern der Stadt unterschied. 
Zusammenfassend lässt sich die Münster mit den Worten Carl Haases charakterisieren, der das Bild der idealtypischen Stadt des Spätmittelalters vorzeichnet: Eine „allmählich gewachsene, sich bis zu einer Fläche von mehr als 50 ha immer weiter vergrößernde, auf dem Weg von einer herrschaftlichen zur genossenschaftlich organisierten (darum nicht etwa von der Stadtherrschaft unabhängigen!) Stadt, zur Kommune, bereits im Wesentlichen am Ziel angelangte, in günstiger Verkehrslage Gewerbe- und Handelsfunktionen erfüllende, befestigte Ortschaft.“